# Via Maria
Via Maria, také Via Mariana je historická mariánská poutní cesta do Mariazell, vedoucí z poutních kostelů v bývalých centrech střední Evropy, po roce 1526 z Rakouské říše, v letech 1867–1918 z Rakousko-Uherské monarchie a po roce 1918 z jeho nástupnických států.

## Historie
První nepřímé doklady těchto poutních cest jsou z konce 12. století. První písemná zpráva o větším počtu poutníků pochází z roku 1330. Některé rakouské i české soudy ve středověku viníkům ukládaly jako alternativu trestu smrti odčinění zločinů poutní cestou, nejčastěji do Svaté země nebo Compostelly, ale také bez určené lokality. V následujících letech a stoletích přicházelo stále více poutníků ze sousedních zemí. Po protireformaci se Mariazell stal císařskou svatyní Habsburků. Při kostele se zformovalo několik laických bratrstev. Císař Josef II. v roce 1783 všechna bratrstva v Mariazellu rozpustil a v roce 1787 poutě zcela zakázal. Po jeho smrti byly poutě obnoveny.

## Výchozí místa poutních cest
V abecedním pořádku:
- Altötting, Bavorsko
- Brno, Morava
- Budapešť, Maďarsko
- Celldömölk, Maďarsko
- Čenstochová, Polsko
- Loreto, Itálie

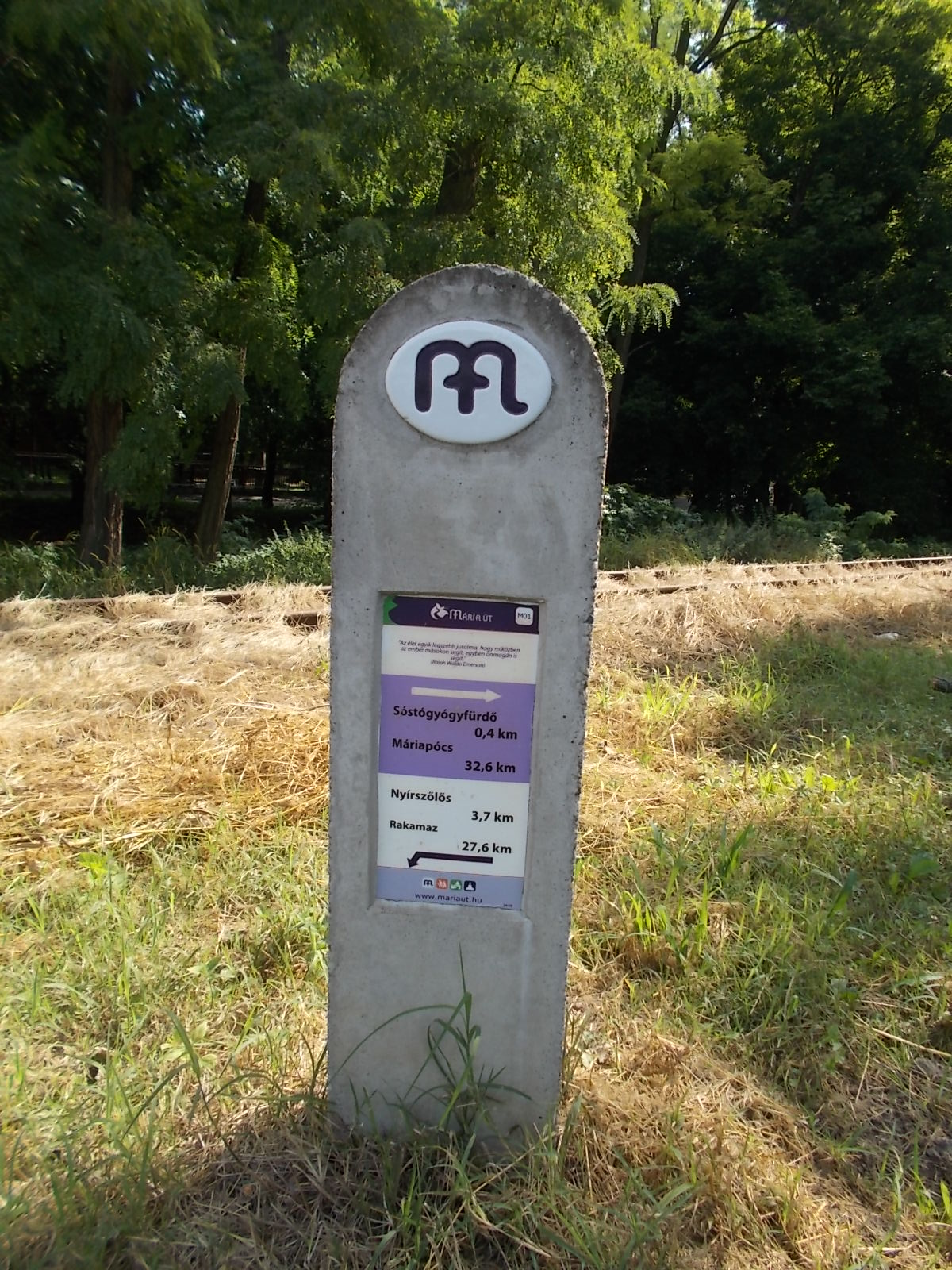
Značení mariánské poutní cesty v Maďarsku (2017)

- Marianka při Bratislave, Slovensko
- Máriapócs, Niíregyháza, Maďarsko
- Maria Radna, také Mănăstirea Maria Radna, Rumunsko
- Mátraverebély, Maďarsko
- Medžugorje, Bosna a Hercegovina
- Olomouc, Morava
- Ostřihom, Maďarsko
- Pálosszentkút, Maďarsko
- Pécs, Maďarsko
- Praha, Čechy
- Segedín, kostel Panny Marie, Segedín-Alsóvárös, Maďarsko
- Șumuleu Ciuc, Rumunsko
- Slavonski Brod, Chorvatsko
- Staré Hory, Slovensko
- Zalaegerszeg, Maďarsko
- Zenica, Bosna a Hercegovina
- Zetea, Rumunsko